# Aglaonema zmienna

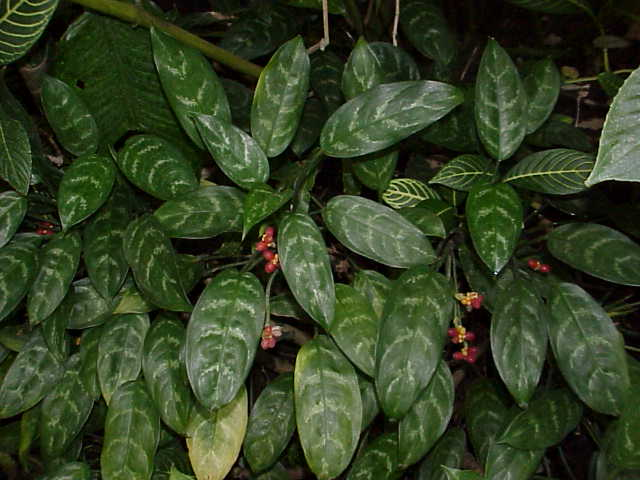
Aglaonema zmienna z owocami

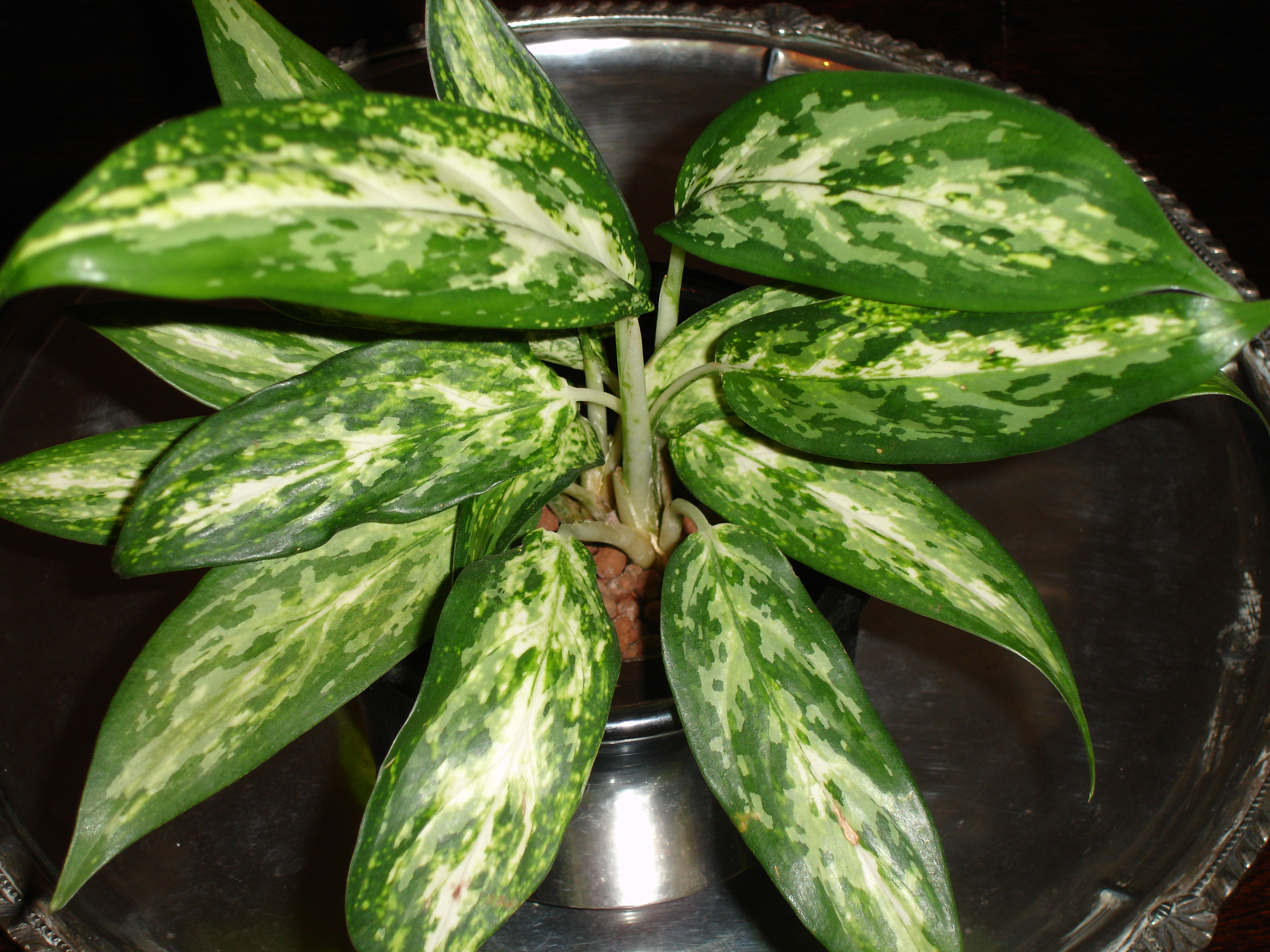
'Pseudobracteatum'

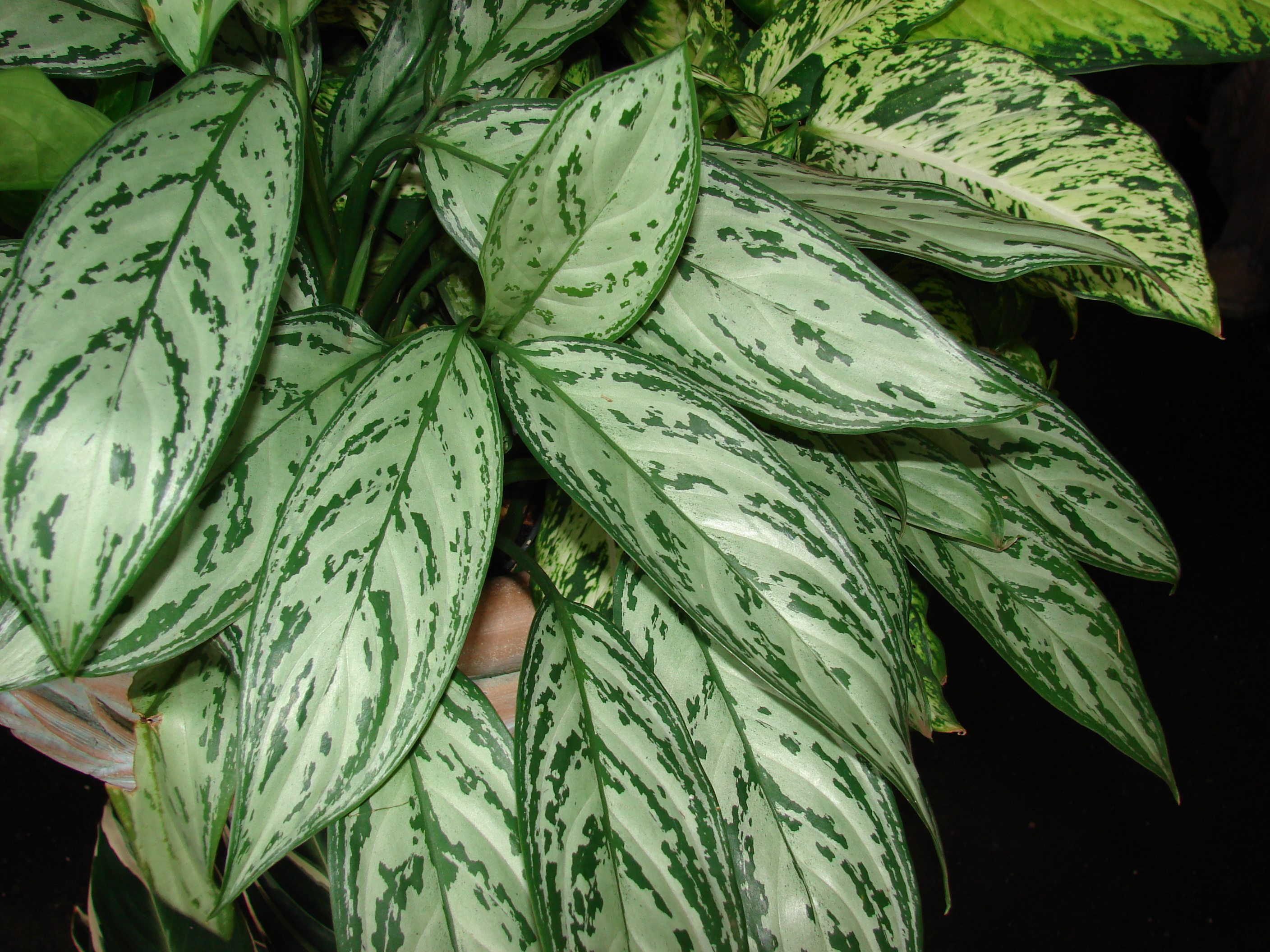
'Silver Queen' = A. pictum × A. nitidum 'Curtisii'

Aglaonema zmienna  (Aglaonema commutatum) – gatunek roślin z rodziny obrazkowatych (Araceae). Pochodzi z tropikalnych obszarów Azji – z Indonezji, Celebes i Filipin. Jest uprawiana jako roślina ozdobna.

## Nazewnictwo
Nazwa Aglaonema prawdopodobnie wywodzi się z greckiego – aglaos – jaskrawy, nema – nić. Roślina posiada kilka synonimów, są to taksony, które dawniej uznawane były za oddzielne gatunki, obecnie są to tylko odmiany aglaonemy zmiennej:
- Aglaonema elegans Engl. ≡ Aglaonema commutatum var. elegans
- Aglaonema marantifolium var. maculatum Hook. f. ≡ Aglaonema commutatum var. maculatum
- Aglaonema warburgii Engl. ≡ Aglaonema commutatum var. warburgii

W niektórych książkach określana bywa błędnie nazwą Aglaonema trewbii.

## Morfologia
PokrójW swoim naturalnym środowisku wytwarza pień i osiąga wysokość do 2 m. Uprawiane w mieszkaniach kultywary mają kępiasty pokrój i dorastają do wysokości co najwyżej 80 cm.
LiścieDuże, owalne, wydłużone i grube z jasnymi, srebrzystymi plamami, osadzone na długich ogonkach. Przypominają nieco liście diffenbachii.

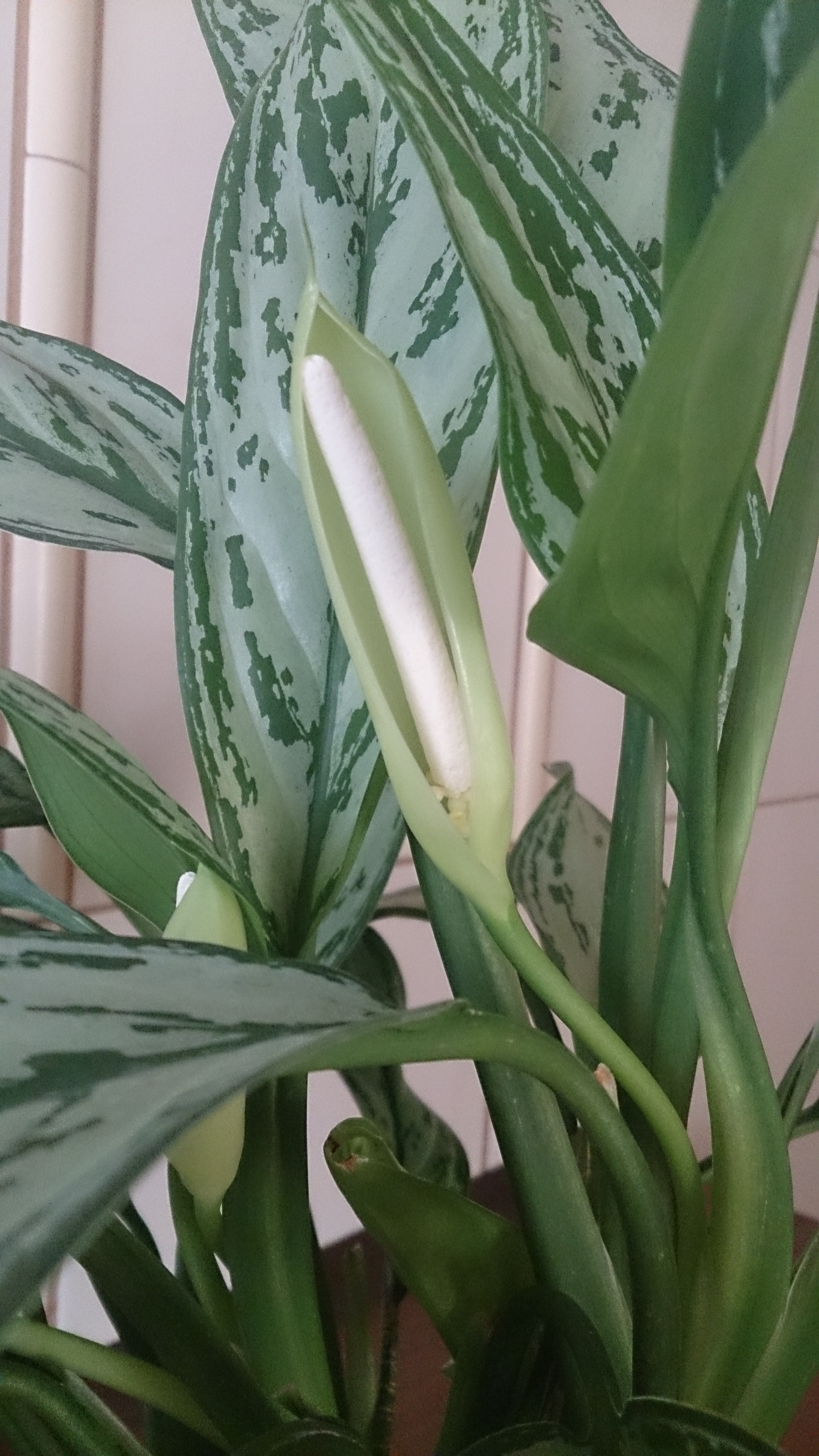
Aglaonema zmienna – kwiatostan

Kwiaty Typowe dla rodziny obrazkowatychniepozorne, białe lub żółte, zebrane w kolby otoczone zieloną pochwą liściową. Nie mają zapachu. W warunkach uprawy domowej kwitnienie jest zjawiskiem niezwykle rzadkim.
OwoceCzerwone jagody.

## Biologia
W naturalnych warunkach rośnie w tropikalnych lasach w warunkach dużej wilgotności i w półcieniu. Uprawiane w mieszkaniach kultywary wytwarzają w ciągu roku tylko 5–6 liści. Kwitną w lecie i czasami wytwarzają nasiona. Roślina jest długowieczna, ale po 2–3 latach uprawy staje się mniej bujna i dlatego najlepiej jest ją odnowić z wcześniej przygotowanych sadzonek. Cała roślina jest silnie trująca. Objawami zatrucia są: pieczenie języka, zaczerwienienie skóry i pojawienie się na nich pęcherzy i silnych stanów zapalnych, arytmia serca i w końcu paraliż układu nerwowego.

## Zastosowanie
Roślina ozdobna. W polskich warunkach klimatycznych jest uprawiana w szklarniach lub w mieszkaniach jako roślina pokojowa. Ostatnio wyhodowano odmiany są bardziej odporne na suche powietrze w naszych mieszkaniach. Jest dość łatwa w uprawie, dobrze nadaje się również do uprawy hydroponicznej. Najczęściej uprawiana jest odmiana 'Silver Queen' ze srebrnymi wybarwieniami na obu stronach blaszki liściowej.

## Uprawa
- Wymagania. Lubi stałą i wysoką temperaturę (20–25 °C) i dużą wilgotność powietrza, zimą temperatura powietrza i podłoża nie powinna spadać poniżej 15 °C. Jako roślina ciemnych dżungli może rosnąć w ciemniejszym miejscu mieszkania, ale dobrze znosi też silne oświetlenie, nawet bezpośrednie światło słoneczne. Liści nie należy nabłyszczać.
- Sposób uprawy. Przez wiosnę i lato podlewamy często, tak, aby ziemia była stale wilgotna. Ponadto roślinę należy często zamgławiać. W zimie wystarczy podlewać 1 raz w tygodniu. Roślina ma płaski system korzeniowy i dlatego doniczka powinna być niska i szeroka. Dobrze nadają się do tego celu zamiast klasycznych doniczek płaskie misy i żardyniery. W okresie wegetacji nawozimy raz na dwa tygodnie roztworem nawozów wieloskladnikowych (bez wapnia), a zimą przerywamy nawożenie. Przesadzamy corocznie, do większej doniczki. Na roślinach uprawianych w zbyt suchych pomieszczeniach mogą pojawić się czerwce, przędziorki czy wciornastki.
- Rozmnażanie. Najłatwiej przez oddzielenie od macierzystej rośliny nowych, młodych pędów. Można też przez sadzonkowanie wczesną wiosną, ale trwa to dużo dłużej. Sadzonki ukorzeniają się najlepiej w ciepłym podłożu ok. 24 °C. Możliwe jest też rozmnażanie przez nasiona, ale trwa to najdłużej. Nasiona wysiewa się w mnożarce w temp. 27 °C. Z wykiełkowanych siewek należy wybrać najlepsze (są bardzo różnej jakości).